# Климовский, Вадим Львович
Вадим Львович Климовский (24 октября 1931, Харьков — 10 мая 2025, Тель-Авив) — русский прозаик, переводчик, режиссёр, критик.

## Биография
В 1954 окончил Харьковский театральный институт.
С 1954 по 1991 год работал в театрах России. Руководил Театром Кузбасса, Новосибирским театром «Красный Факел», Московским 1-м Драматическим.
Член союза театральных деятелей СССР.
В Израиле с 1991.
Дочь Климовски, Керен — поэт

## Переводы
- С. Мрожек, Фрагменты из книги «Короткие письма», рассказы (с польского) — «Иностранная литература» № 5, Москва, 1988.
- В. Гомбрович, «Преднамеренное убийство», сборник рассказов (с польского) — "Библиотека журнала «Иностранной литературы», Москва, 1991
- Г. Шофман, «Рассказы» (с иврита) — «Иностранная литература» № 11, Москва, 1995
- П. Хюлле, «Вайзер Давидек», роман (с польского) — «Иностранная литература» № 5, Москва, 2000.

## Сценарии мультфильмов
- 1982 — «Филипок»